# Maconacon
Maconacon (Filipino: Bayan ng Maconacon) ist eine philippinische Stadtgemeinde in der Provinz Isabela, Verwaltungsregion II, Cagayan Valley. Sie hat 4253 Einwohner (Zensus 1. August 2015), die in 10 Barangays lebten. Sie wird als Gemeinde der dritten Einkommensklasse auf den Philippinen und als teilweise urbanisiert eingestuft.  
Maconacon liegt im Nordosten der Provinz, an der Küste der Philippinensee. Die Gemeinde liegt in dem Gebirgsmassiv der Sierra Madre. Sie liegt 468 km nördlich von Manila und ist über den Marhalika Highway, der Ilagan – Divilacan Road, aber auch ab Cauayan City mit dem Flugzeug erreichbar. Ihre Nachbargemeinden sind San Pablo im Norden, Cabagan im Westen, Divilacan im Süden. 
Maconacon ist vor allem bekannt durch seine Lage im Northern Sierra Madre Natural Park, dieser steht seit 2006 auf der Vorschlagsliste zur Aufnahme in das UNESCO-Welterbeliste.

## Baranggays
| - Aplaya - Canadam - Diana - Eleonor - Fely | - Lita - Malasin - Minanga - Reina Mercedes - Santa Marina |

## Weblink
- Informationen der Philippine Statistics Authority über Maconacon